# Валгундская волость
Валгундская волость (латыш. Valgundes pagasts) — одна из семнадцати территориальных единиц Елгавского края Латвии. Граничит с Ливберзской, Озолниекской, Ценской и Калнциемской волостями своего края, Яунберзской волостью Добельского края, Джукстской и Слампской волостями Тукумского края, Салской и Бабитской волостями Марупского края, Олайнской волостью Олайнского края и городом Елгава.

## Географическое положение
Волость находится в болотистой местности Среднелатвийской низменности между городами Рига и Елгава на обоих берегах реки Лиелупе. По её территории протекают реки Вецберзе, Набурдзите, Иецава, Цена, Цесна и находятся Каугурский и Вецберзский каналы.
Крупнейшими населёнными пунктами волости являются: Витолини, Валгунде (волостной центр), Тирели, Калнциема скола, Киши, Кливмуйжа, Валгундский монастырь.

## История
Валгундская волость была образована в 1867 году на земле Валгундского поместья. В 1935 году Валгундская волость Елгавского уезда имела общую площадь 72,8 км² и 1 470 жителей. В 1945 году в состав волости входили Рудульский и Валгундский сельсоветы. После отмены в 1949 году волостного деления Валгунде входило в Елгавский (1949—1962, 1967—1990) и Добельский (1962—1967) районы, сельские земли перешли в ведение Калнциемского сельсовета. 
В 1954 году к Валгунде были присоединены Озолниеки и часть Мазсветес, в 1979 году Калнциемс. В 1990 году Валгундский сельсовет был реорганизован в Валгундский край. В 2009 году, по окончании латвийской административно-территориальной реформы, Валгундский край был преобразован в волость и вошёл в состав созданного Елгавского края.

## Достопримечательности
- На территории Валгундской волости на хуторе «Мангали» находится филиал Латвийского военного музея, экспозиция которого посвящена «Рождественским боям» Первой мировой войны.

## Галерея

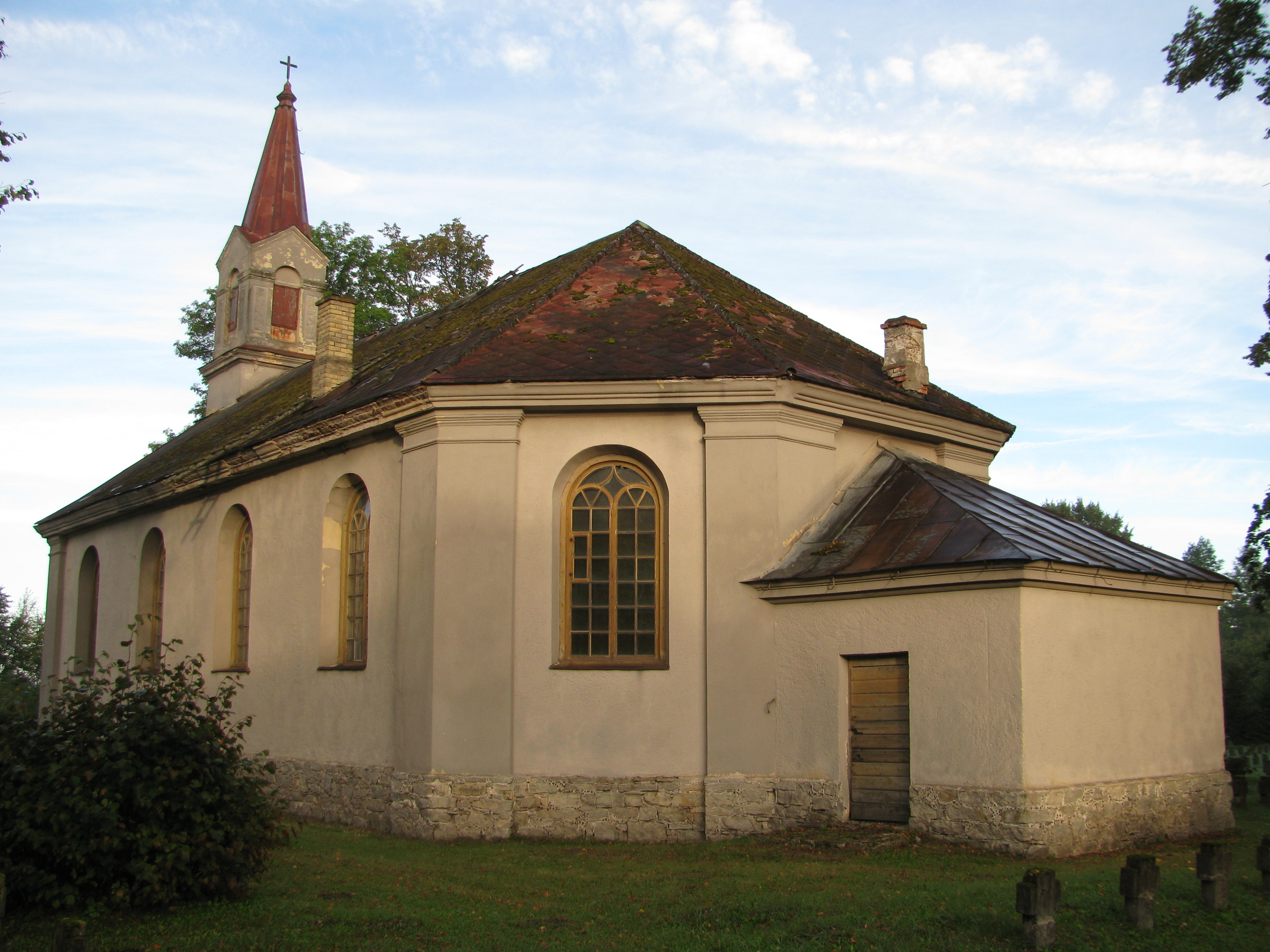
Калнциемская церковь
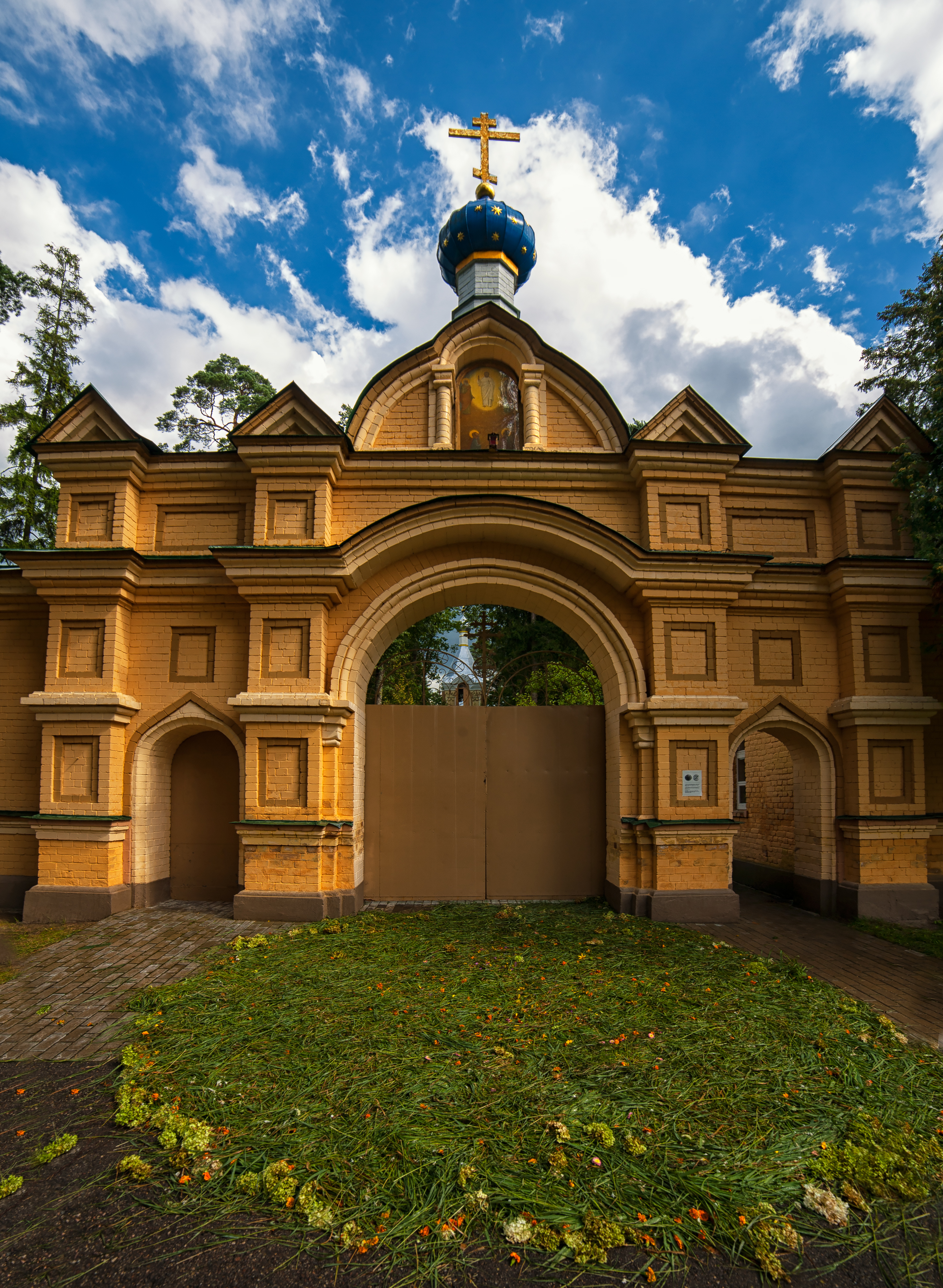
Валгундский женский православный монастырь
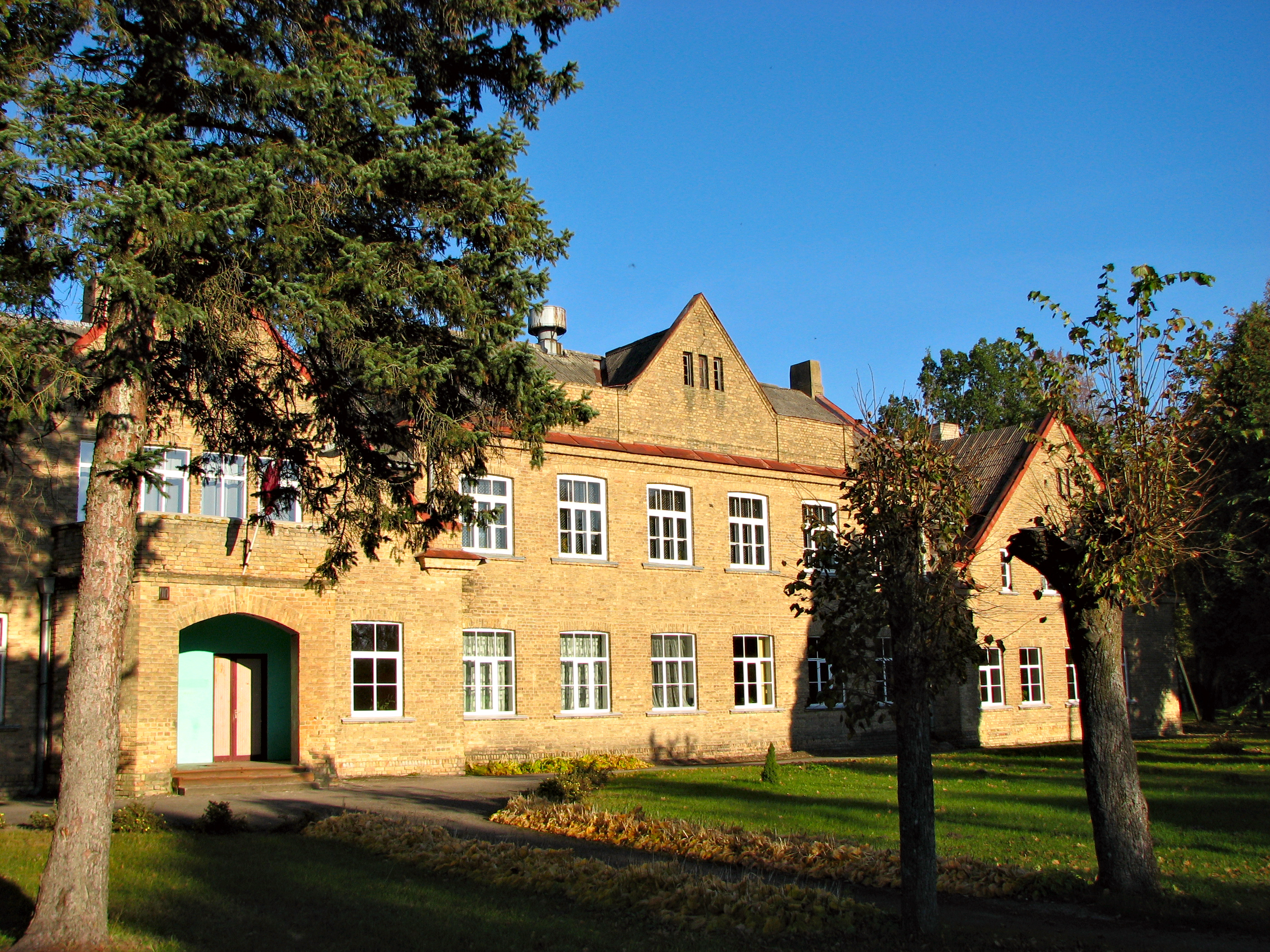
Калнциемская школа
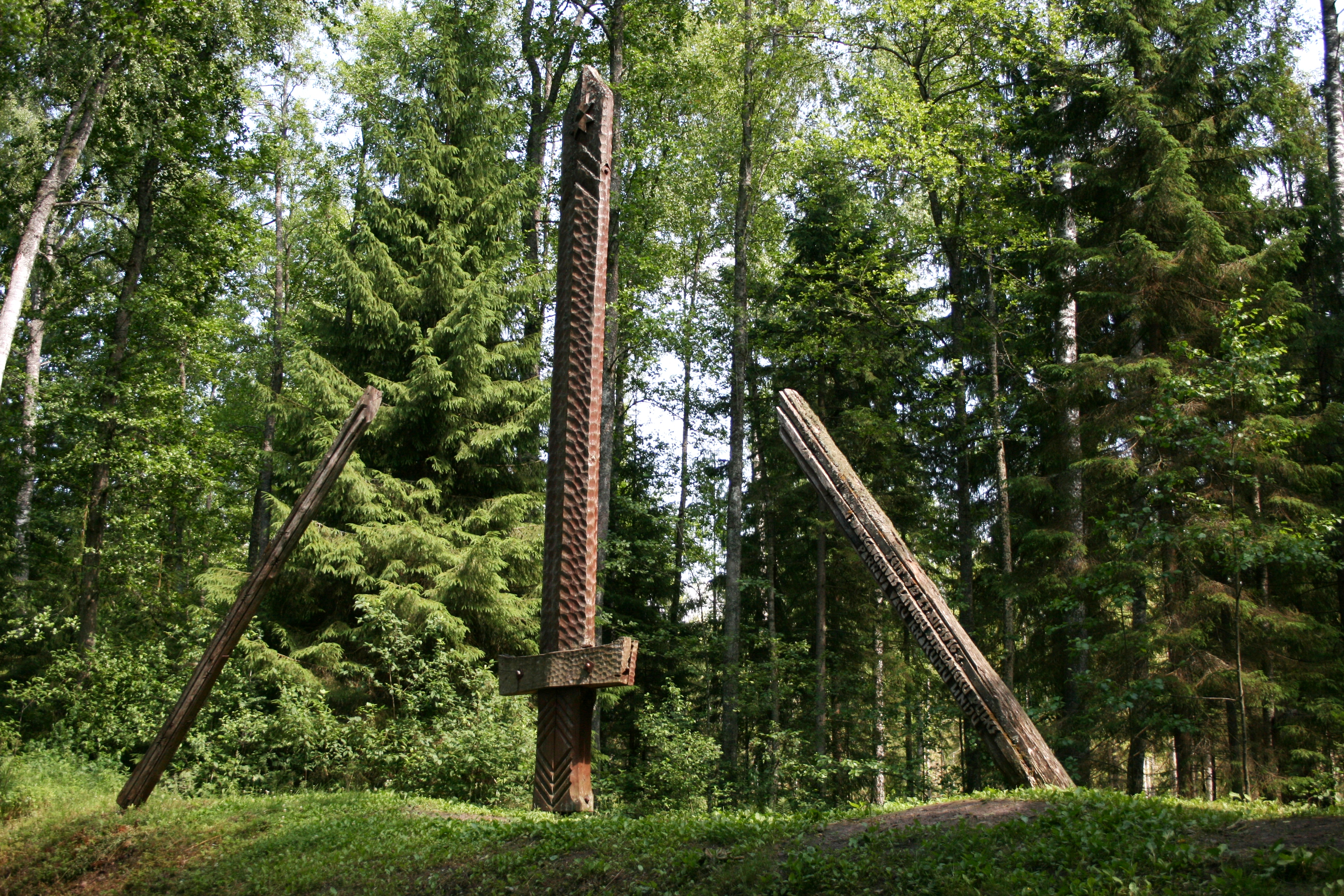
Памятный знак на месте Рождественских боёв
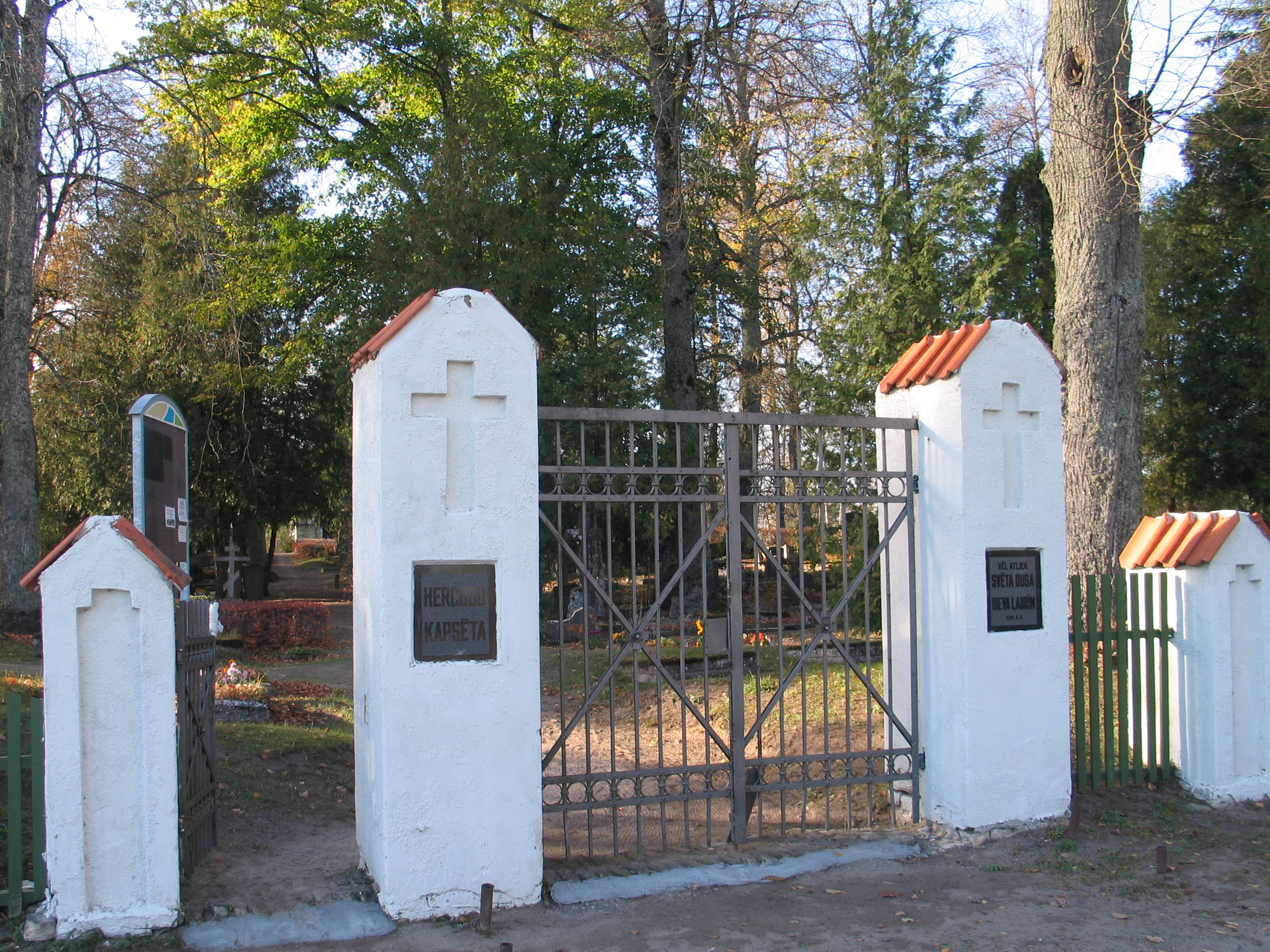
Кладбище Херцогу
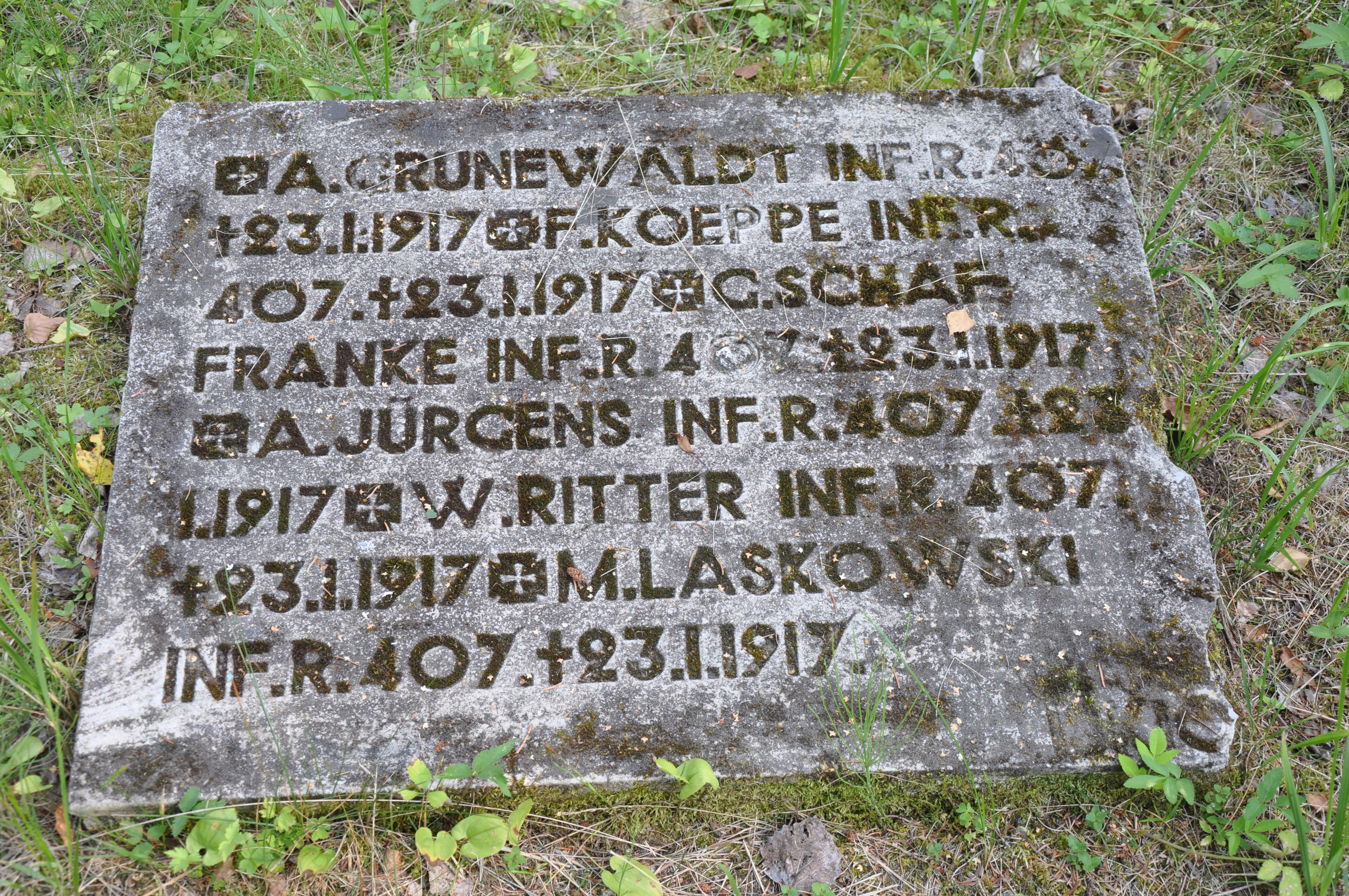
Плита на братском кладбище немецких солдат Первой мировой войны
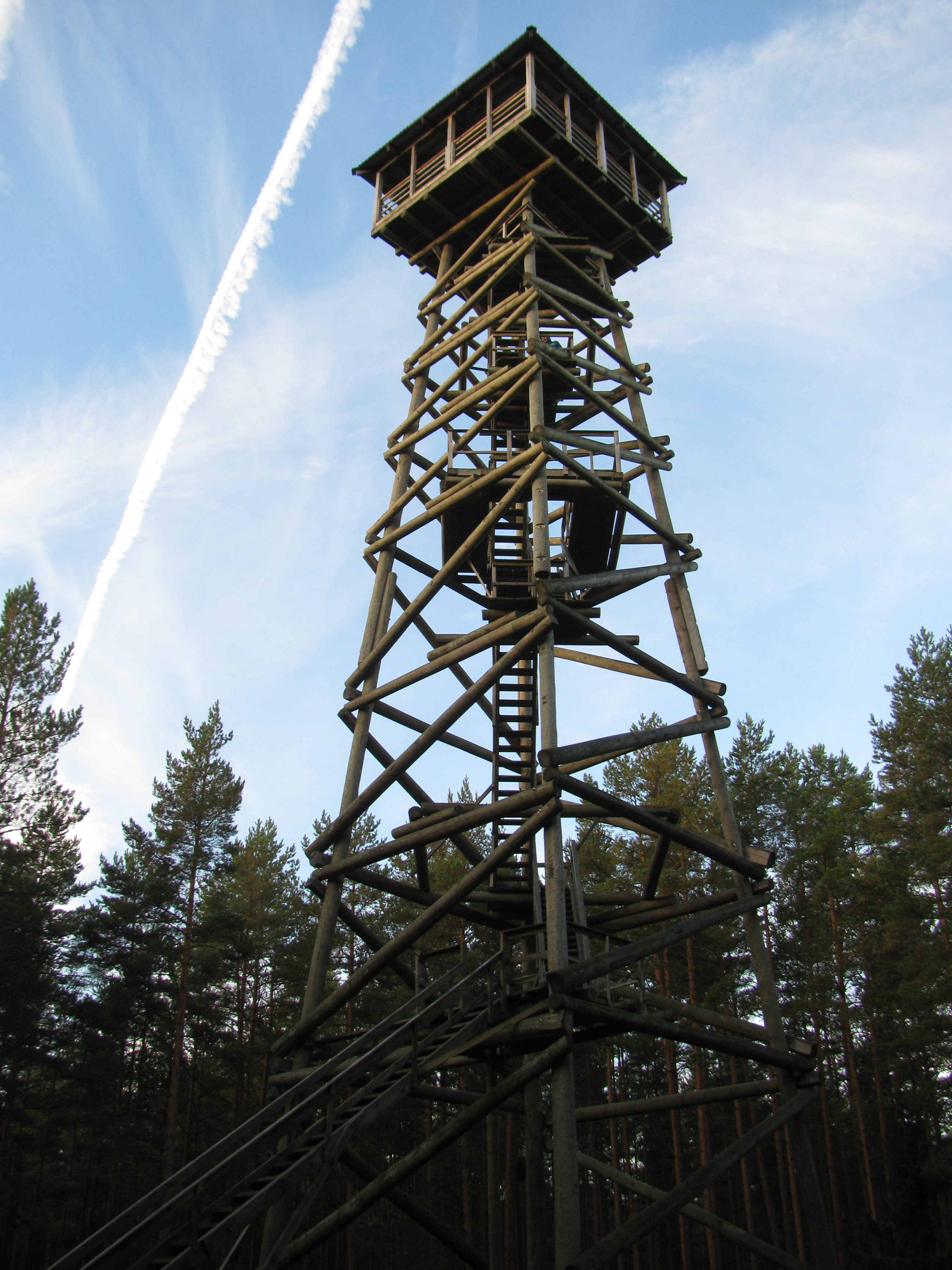
Смотровая вышка на Пулемётной горке
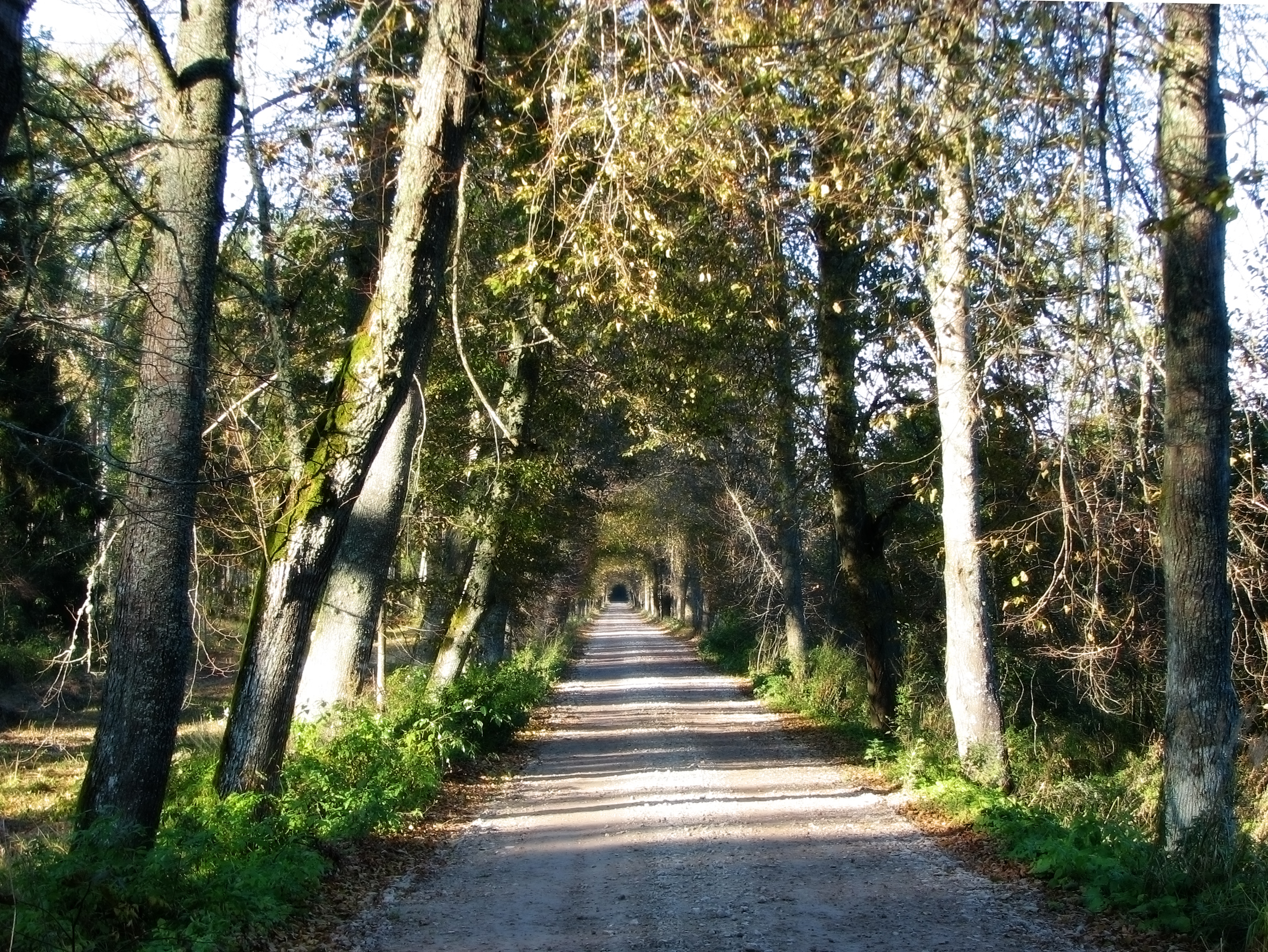
Дорога к Пулемётной горке
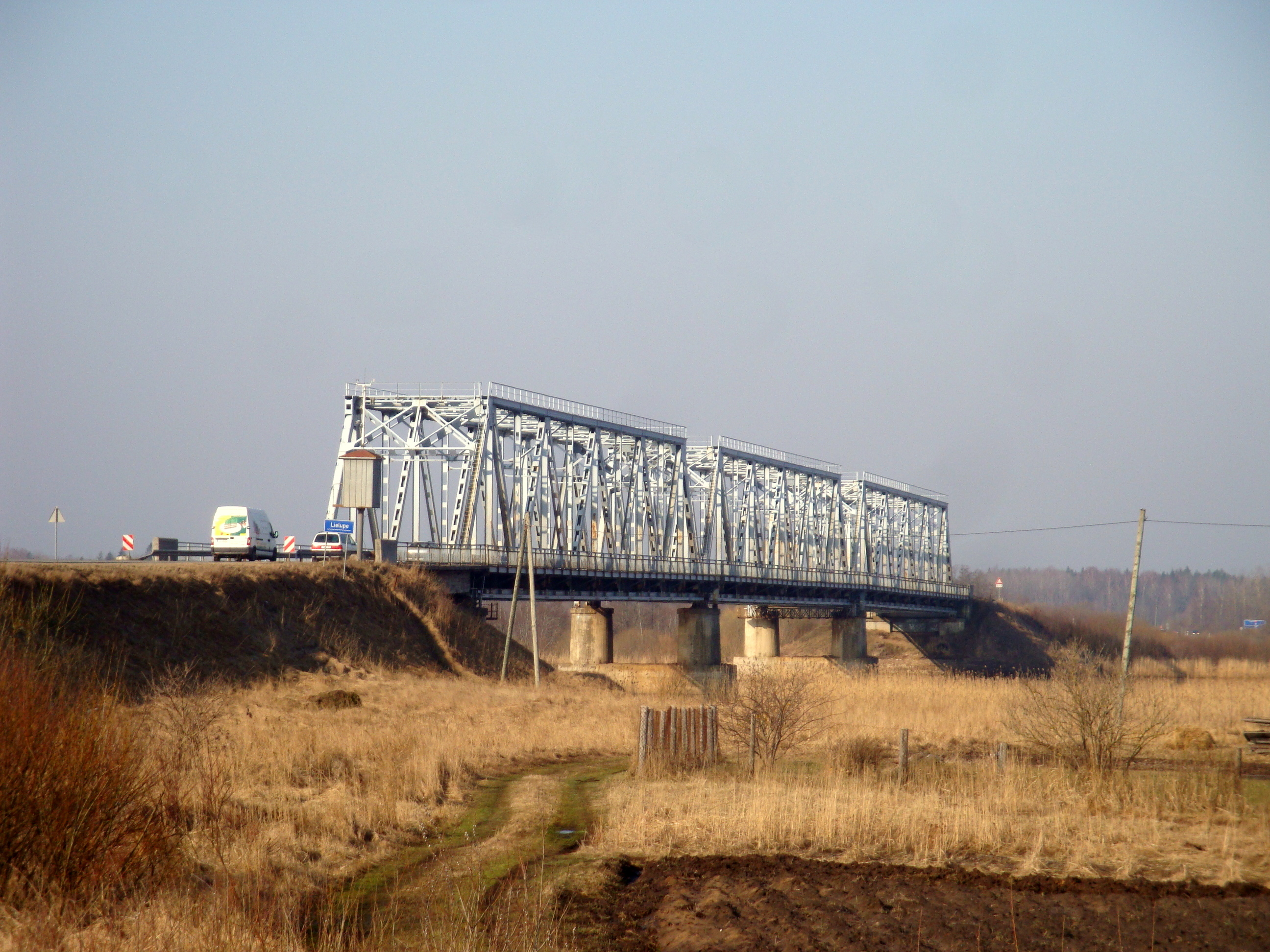
Калнциемский мост через Лиелупе
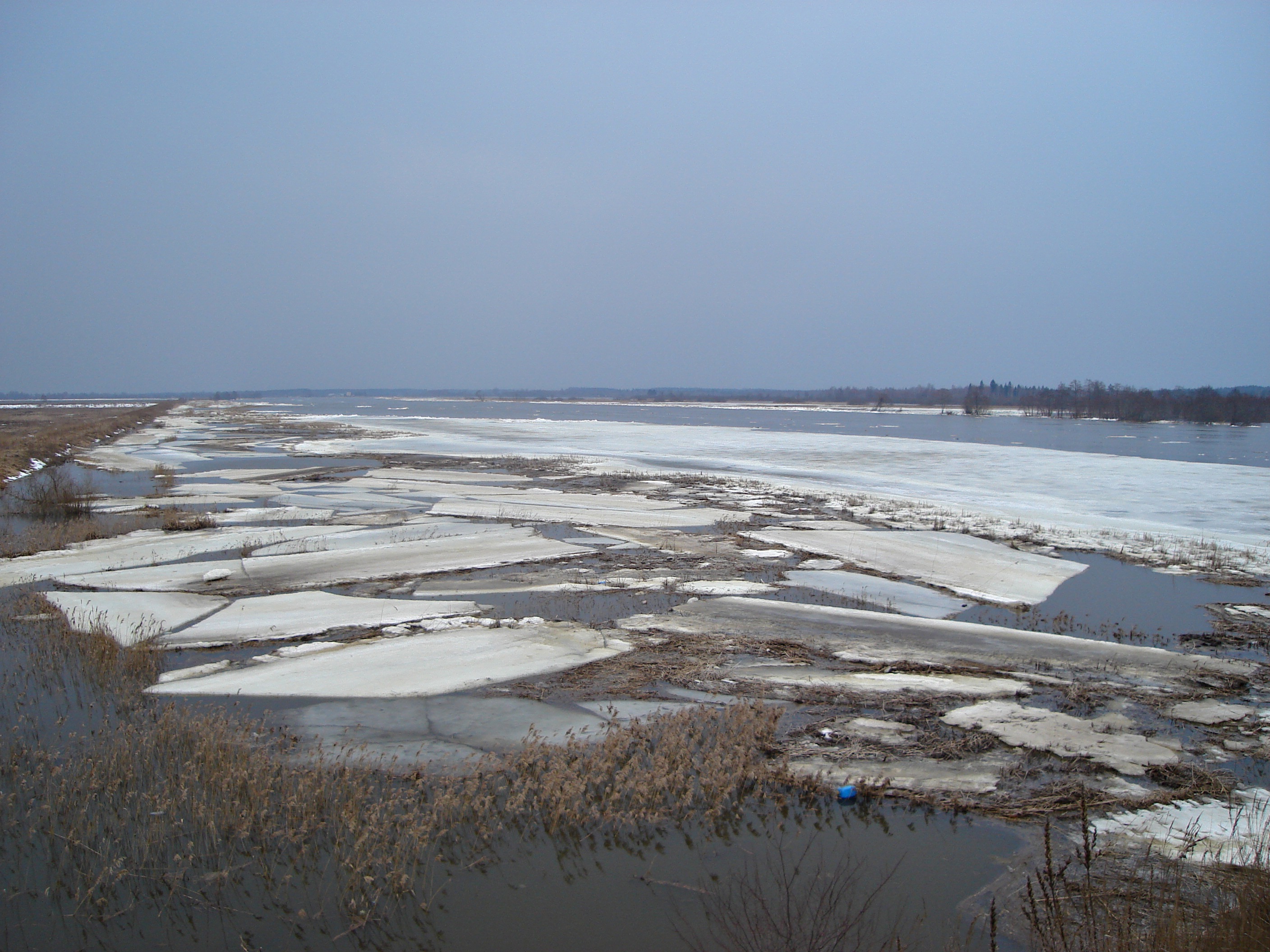
Лиелупе весной
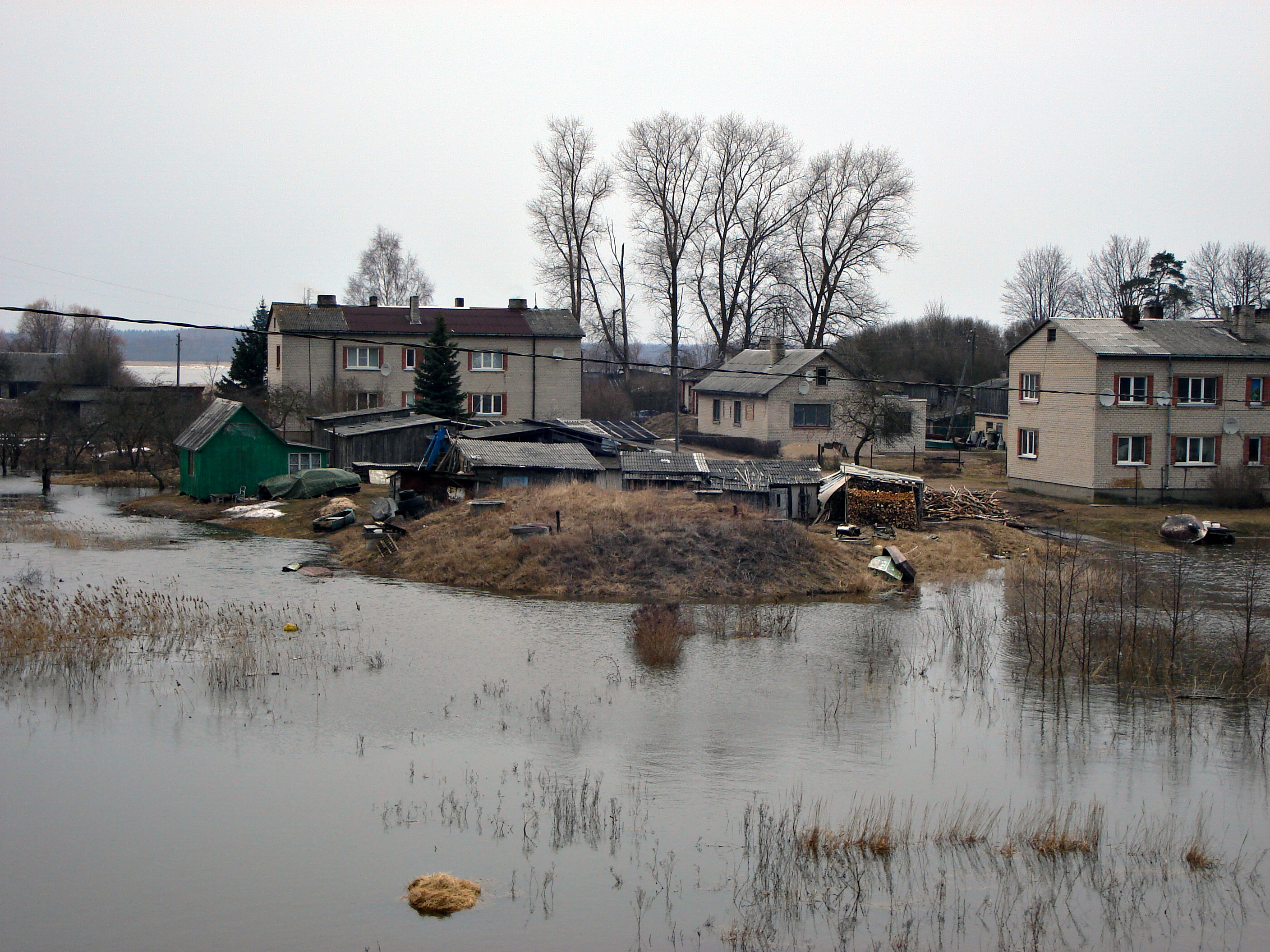
Посёлок Тирели